# Bahnhof Tsumeb

Der Bahnhof Tsumeb (englisch Tsumeb Railway Station) ist der einzige Bahnhof in der namibischen Stadt Tsumeb. Er liegt als Durchgangsbahnhof an den Bahnstrecken Otavi–Tsumeb und Tsumeb–Oshikango. Er wurde bereits zu Zeiten Deutsch-Südwestafrikas 1906 errichtet und war ursprünglich Teil der Otavibahn.
Der Bahnhof wird von TransNamib betrieben. Auf der Nordseite liegen die Anlagen für den Reise-, auf der Südseite für den Güterverkehr.

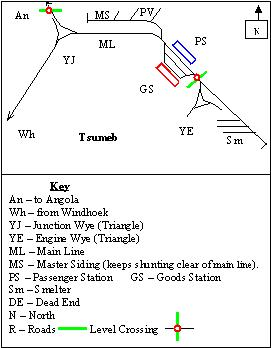
Diagramm des Bahnhofs Tsumeb (2007)